# Iarnród Éireann

Logo seit 2013

Ehemaliges Logo der Gesellschaft

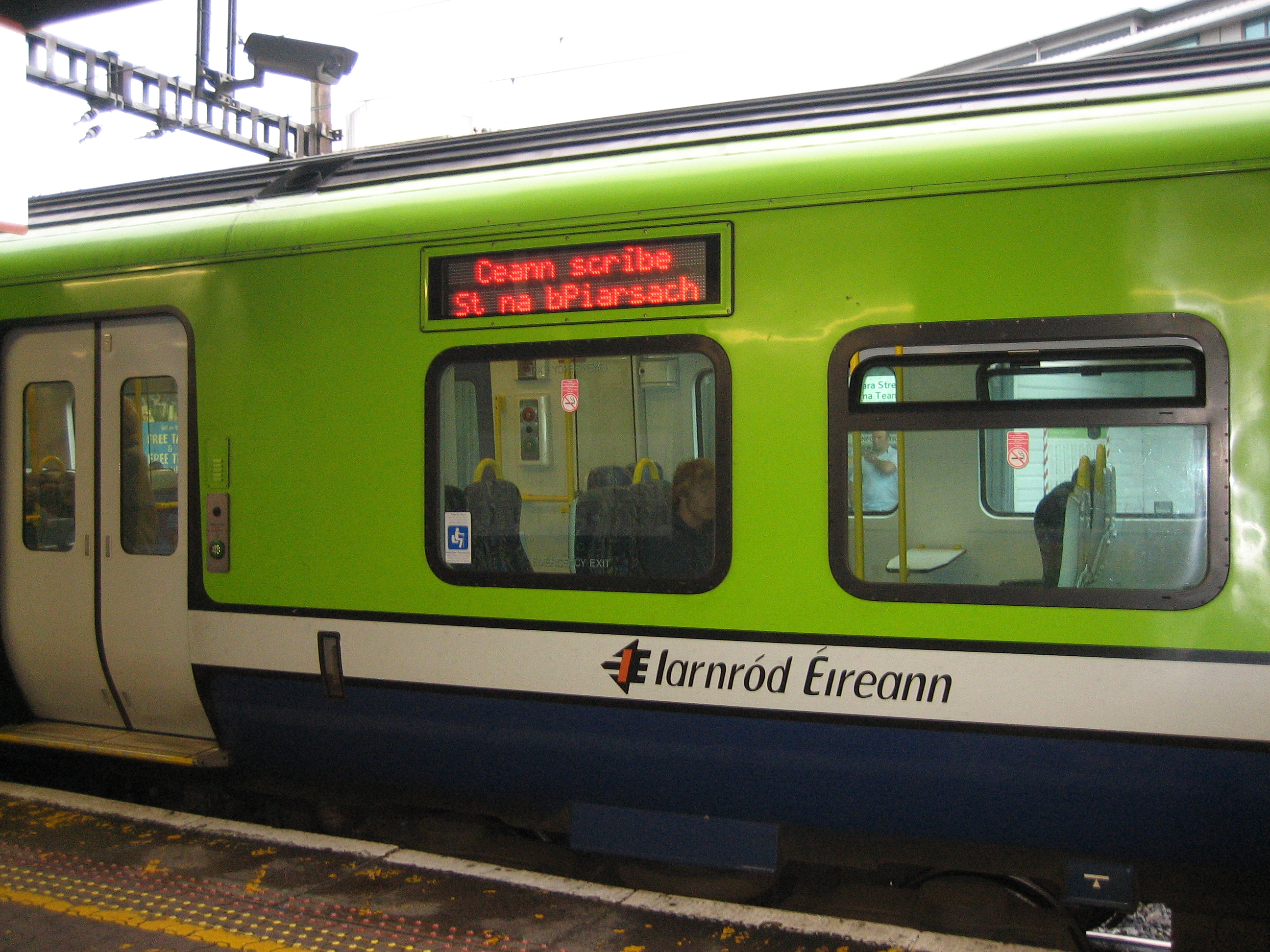
Triebwagen der Iarnród Éireann

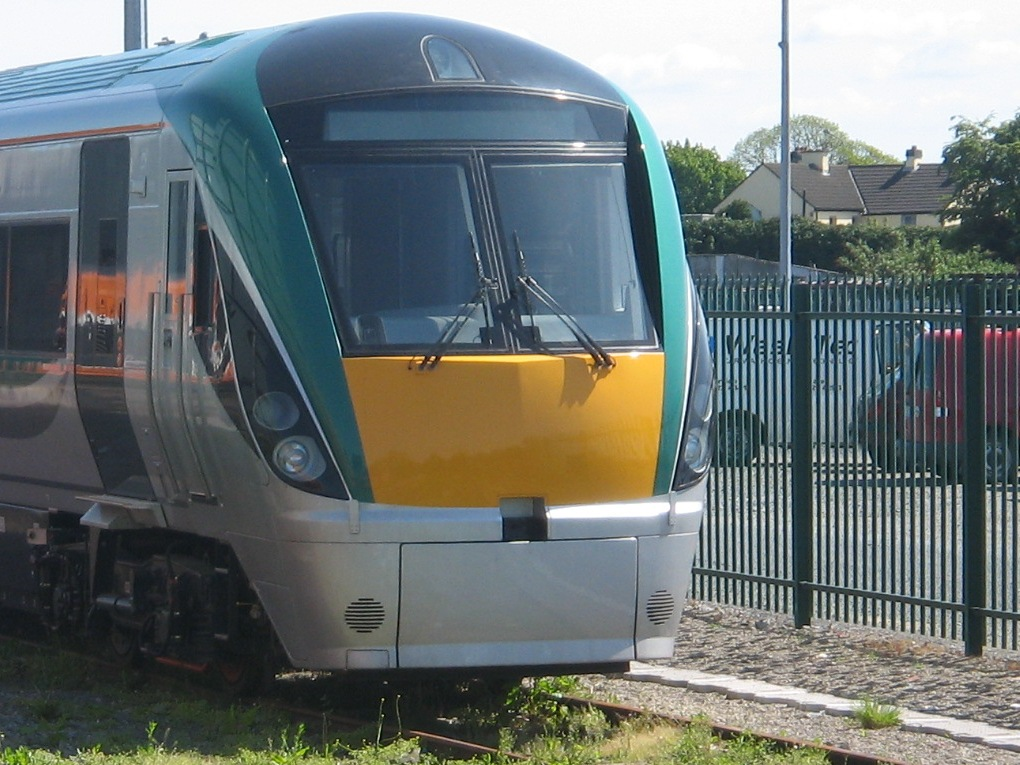
Triebwagen IE-22000 in Limerick 2007

Iarnród Éireann (Aussprache [ˈiɘɾn̪ɾoːd̪ ˈeːɾʲɘn̪], irisch für „Eisenbahn Irlands“, englisch Irish Rail) ist die Staatsbahn der Republik Irland mit Unternehmenssitz in Dublin. 

## Geschichte
IÉ wurde 1987 als eigenständiges Unternehmen gegründet und ist eine Tochtergesellschaft der staatlichen Verkehrsgesellschaft Córas Iompair Éireann (CIÉ).
Ende 2016 drohte der Eisenbahngesellschaft Insolvenz. Für diesen Fall wurde die Stilllegung aller Strecken außer den drei Verbindungen von Dublin nach Belfast, Limerick und Cork angekündigt.

## Infrastruktur
Das Schienennetz umfasst 2400 km und ist zum überwiegenden Teil nicht elektrifiziert. Es gibt 5100 Brücken, 1240 Bahnübergänge und 147 Bahnhöfe bzw. Haltepunkte. Die Strecken laufen sternförmig auf die im Osten gelegene Hauptstadt Dublin zu. Wichtigste Bahnstrecken sind die Verbindungen Dublin–Belfast über Dundalk sowie Dublin–Cork. Im Großraum Dublin sind mehrere Strecken elektrifiziert; sie werden von der Vorortbahn DART (Dublin Area Rapid Transit) befahren. Die Spurweite in Irland beträgt 1600 mm (Irische Breitspur). Das irische Fahrzeugumgrenzungsprofil entspricht in der Breite fast dem kontinentalen, in der Höhe in etwa dem kleineren britischen Profil.

## Personenverkehr
Gemeinsam mit der nordirischen Bahngesellschaft Northern Ireland Railways (NIR) betreibt Iarnród Éireann unter der Marke Enterprise eine direkte Zugverbindung zwischen Dublin und Belfast.
| Jahr | Fahrgastzahl   |
| ---- | -------------- |
| 2007 | 45,5 Millionen |
| 2012 | 36,9 Millionen |
| 2023 | 46,1 Millionen |

### Mitnahme von Fahrrädern

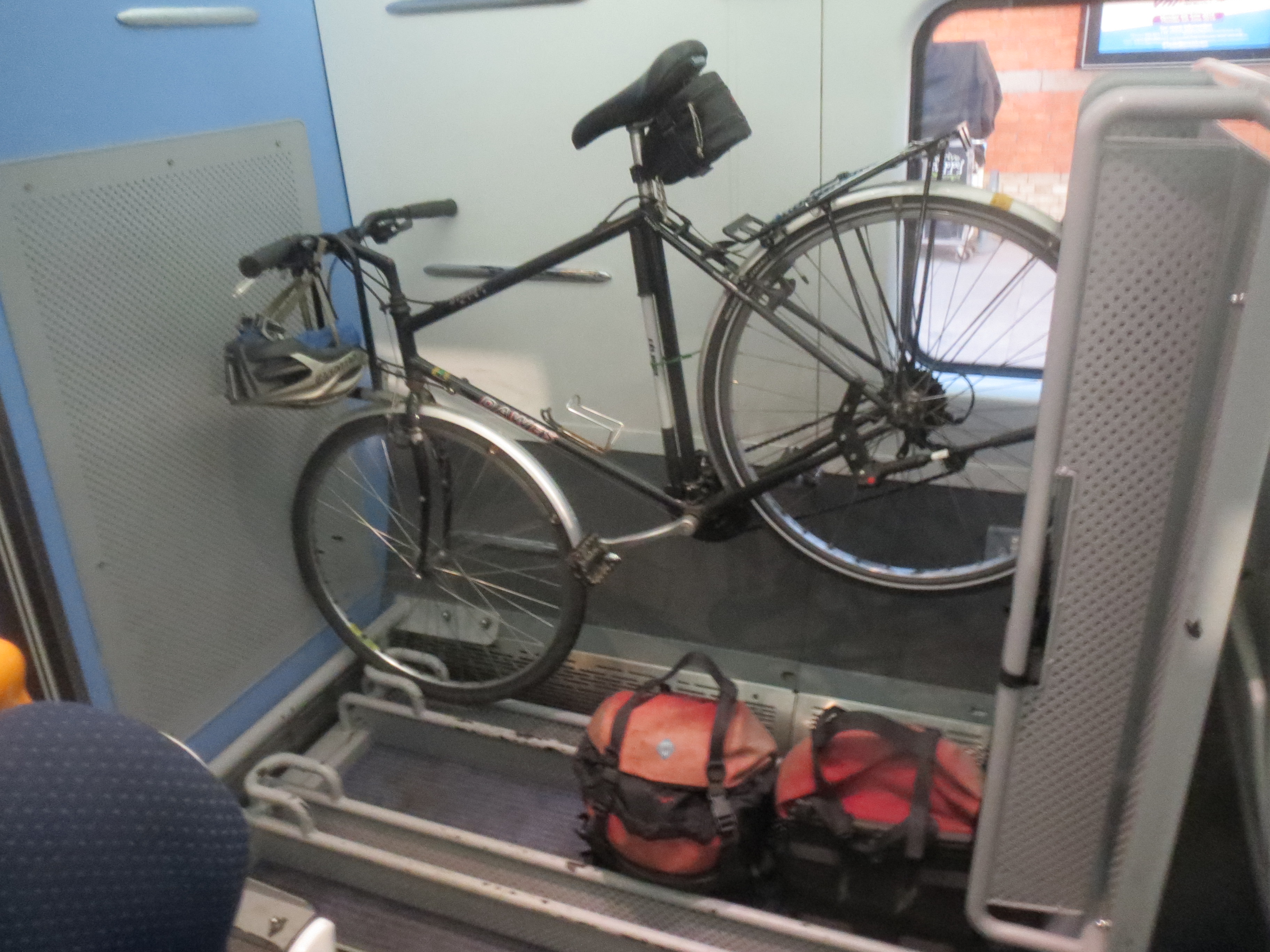
Die zwei Fahrradplätze in irischen Intercityzügen

Die Mitnahme von Fahrrädern ist kostenlos. Allerdings gelten Einschränkungen:
- In den Commuter-Zügen (Vorortzügen) ist die  Mitnahme Montags bis Freitags vor 10:00 und zwischen 15:30 und 19:00 nicht gestattet. Eine Buchung ist nicht möglich.

- Die meisten Züge von Dublin nach Cork und Belfast führen einen Gepäckwagen mit. Dadurch sind meist ausreichend Plätze für Fahrräder vorhanden.

- Auf den übrigen Intercity-Strecken ist das Angebot auf zwei (manchmal auch vier) Fahrradabstellplätze beschränkt. Diese sollten rechtzeitig gebucht werden. Zusätzlich sind diese wenigen Plätze kürzer als ein Fahrrad. Dadurch ist ein problemloses Abstellen nicht möglich. Ob noch Plätze für Räder vorhanden sind, erkennt man beim Buchen durch die Meldung: “No Online Tickets. Why?”, aber nur, falls man bei der Eingabe „Bike Space“ ausgewählt hat. Dass es dabei um die Fahrradplätze geht, sieht man, wenn man die Suche ohne „Bike Space“ wiederholt und dann Fahrkarten angezeigt bekommt.[7]

### Rollmaterial
Zwischen 2007 und 2012 hat Iarnród Éireann im Rahmen des landesweiten Infrastrukturprogramms Transport 21 alle alten Intercity-Garnituren ersetzt. Auf den Intercity-Strecken fahren seitdem Dieseltriebzüge der Baureihe 22000. Diese Züge wurden von einem Konsortium aus der Mitsui, Hyundai Rotem und der Tokyu Car Corporation hergestellt.
Insgesamt sind 28 dreiteilige Garnituren mit 190 Sitzplätzen, 25 vierteilige Garnituren mit 262 Sitzplätzen und 10 fünfteilige Garnituren mit 304 Sitzplätzen im Einsatz; sechsteilige Garnituren sollen folgen. Sie können eine Spitzengeschwindigkeit von 160 km/h erreichen und bedienen die Strecken von Dublin nach Cork, Limerick, Tralee, Waterford, Galway, Westport, Sligo und Rosslare Europort.
| Vorhandene Fahrzeuge             | Vorhandene Fahrzeuge            | Vorhandene Fahrzeuge            | Vorhandene Fahrzeuge            | Vorhandene Fahrzeuge            | Vorhandene Fahrzeuge            | Vorhandene Fahrzeuge            |
| Regionalzüge und Intercity-Züge  | Regionalzüge und Intercity-Züge | Regionalzüge und Intercity-Züge | Regionalzüge und Intercity-Züge | Regionalzüge und Intercity-Züge | Regionalzüge und Intercity-Züge | Regionalzüge und Intercity-Züge |
| Baureihe                         | Bild                            | Typ                             | V/max                           | Personen- wagen                 | Anzahl                          | Baujahr                         |
| -------------------------------- | ------------------------------- | ------------------------------- | ------------------------------- | ------------------------------- | ------------------------------- | ------------------------------- |
| IE 2600 Class                    |                                 | Triebwagen (Diesel)             | 110 km/h                        | 2                               | 8                               | 1993                            |
| IE 2800 Class                    |                                 | Triebwagen (Diesel)             | 120 km/h                        | 2                               | 8                               | 2000                            |
| IE 29000 Class                   |                                 | Triebwagen (Diesel)             | 120 km/h                        | 4                               | 29                              | 2002–2005                       |
| IE 22000 Class                   |                                 | Triebwagen (Diesel)             | 160 km/h                        | 3                               | 28                              | 2007–2011                       |
| IE 22000 Class                   | 4                               | Triebwagen (Diesel)             | 160 km/h                        | 25                              |                                 | 2007–2011                       |
| IE 22000 Class                   | 5                               | Triebwagen (Diesel)             | 160 km/h                        | 10                              |                                 | 2007–2011                       |
| IE 201 Class                     |                                 | Diesellokomotive                | 160 km/h                        |                                 | 32                              | 1994–1995                       |
| Mark 4                           |                                 | Personenwagen                   | 200 km/h                        |                                 | 67                              | 2004–2005                       |
| Mark 4                           | Steuerwagen                     |                                 | 200 km/h                        |                                 | 67                              | 2004–2005                       |
| Dublin Area Rapid Transit (DART) |                                 |                                 |                                 |                                 |                                 |                                 |
| CIÉ 8100 Class                   |                                 | Triebwagen (Elektro)            | 100 km/h                        | 2                               | 38                              | 1983–1984                       |
| IE 8500 Class                    |                                 | Triebwagen (Elektro)            | 110 km/h                        | 4                               | 4                               | 2000                            |
| IE 8510 Class                    |                                 | Triebwagen (Elektro)            | 110 km/h                        | 4                               | 3                               | 2001                            |
| IE 8520 Class                    |                                 | Triebwagen (Elektro)            | 110 km/h                        | 4                               | 10                              | 2003–2004                       |

## Güterverkehr
Der Güterverkehr beschränkt sich auf Holz- und Containerverkehr. Bis 2023 gab es zudem täglich drei Ganzzüge, die Zinkerz von der Tara Mine, dem bis dahin größten Zinkbergwerk Europas, in der Nähe von Navan, zum Hafen von Dublin beförderten. Als das Bergwerk zum 14. Juli 2023 seinen Betrieb einstellte, brachen zugleich 21,4 % des Güterverkehrsaufkommens der irischen Eisenbahn weg.